# Triumfetta albida
Triumfetta albida är en malvaväxtart som först beskrevs av Karel Domin, och fick sitt nu gällande namn av D.A. Halford. Triumfetta albida ingår i släktet triumfettor, och familjen malvaväxter. Inga underarter finns listade i Catalogue of Life.